# Perioada stagnării
Perioada stagnării din Uniunea Sovietică a avut loc în perioada conducerii lui Leonid Brejnev (1964-1982) și a continuat sub conducerea lui Iuri Andropov (1982-1984) și Konstantin Cernenko (1984-1985).
 Acest termen a fost introdus de Mihail Gorbaciov cu scopul de a descrie modul negativ în care el considera evenimentele economice, politice și sociale din perioada 1964 - 1985.  